# Puni (Tanzania)
Puni è una circoscrizione rurale (rural ward) della Tanzania situata nel distretto rurale di Shinyanga, regione di Shinyanga. Conta una popolazione di 4 492 abitanti (censimento 2012).